# マツダ・プロシードレバンテ
プロシードレバンテ（PROCEED LEVANTE）は、かつてスズキが製造しマツダが販売していたSUVである。
マツダがスズキに対し、エスクードに搭載するRF型ディーゼルエンジンを供給するにあたり、その見返りとして供給されたものである。

## 初代 TF11/TF31/TJ11/TJ31型（1995年 - 1997年）
1995年2月
発売。用意されたエンジンはスズキ製V型6気筒2,000 cc（のちに2,500 ccを追加）と、マツダ製直列4気筒ターボディーゼル2,000 cc の2種類で、エスクードに搭載されていた直列4気筒1,600 cc の設定はなかった。また、レジントップ仕様車やコンバーチブル仕様車はもちろんのこと、ヘリーハンセンやゴールドウインなどの特別仕様車も設定されなかった。
1997年10月
生産終了。在庫対応分のみの販売となる。
1997年11月
2代目と入れ替わる形で販売終了。

## 2代目 TF52/TJ52/TJ62/TJ32型（1997年 - 1999年）
1997年11月
エスクードのモデルチェンジにあわせてモデルチェンジ。
1999年8月
生産終了。
1999年10月
販売終了。後継は1年1ヶ月後に登場したマツダ・トリビュート。

## 車名の由来
- 「プロシード」は英語で「前進する」という意味を持つ。
- 「レバンテ」はイタリア語で「地中海上に吹く強い東風」を意味し、さわやかなイメージを有し、落ち着いた語感であることから命名。なお、マセラティ・レヴァンテとは無関係。